# Eriocaulon fluviatile
Eriocaulon fluviatile är en gräsväxtart som beskrevs av Henry Trimen. Eriocaulon fluviatile ingår i släktet Eriocaulon och familjen Eriocaulaceae. IUCN kategoriserar arten globalt som livskraftig. Inga underarter finns listade i Catalogue of Life.